# Боали
Боали (фр. Boali) — город на юго-западе Центральноафриканской Республики, на территории префектуры Омбелла-Мпоко.

## География
Абсолютная высота — 449 метров над уровнем моря.

## Экономика
Для туристов город интересен своим водопадом, высота которого достигает 50 м, а ширина — 250 м. Имеется гидроэлектростанция.

## Население
По данным на 2021 год численность населения составляет 18 090 человек.
Динамика численности населения города по годам:
| 1988 | 2013 | 2021   |
| ---- | ---- | ------ |
| 3100 | 9695 | 18 090 |